# Befälhavare

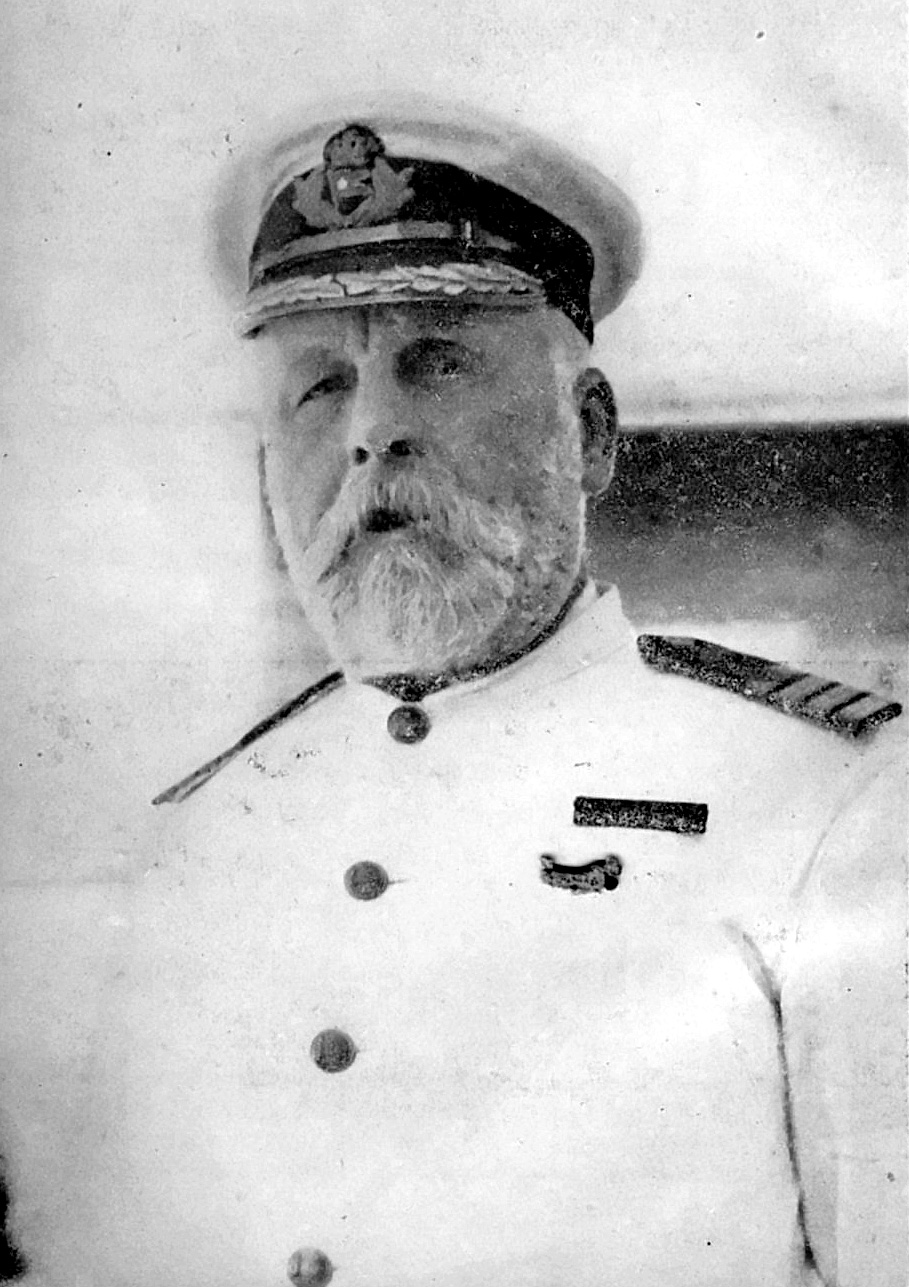
Edward Smith, befälhavare på Titanic.

En befälhavare är en chef i bland annat sjöfart, luftfart och militärväsen.

## Sjöfart
Befälhavare är benämningen på den högste ansvarige på ett fartyg eller annan farkost.
Den svenska sjötrafikförordningen (1986:300) klargör tydligt (1 §) att "Med fartyg avses i denna förordning varje farkost som används eller kan användas till transport på vattnet." Därför har alla fartyg, även en fritidssegelbåt, rent juridiskt en befälhavare som är ytterst ansvarig. På ett fartyg vars bruttodräktighet är 3 000 i närfart eller 70 (för svenska, 500 för finska fartyg) i oceanfart måste befälhavaren vara en utbildad sjökapten.
Befälhavaren på svenskt fartyg har olika plikter enligt 6 kap sjölagen.

## Militär

### Militär sjöfart
Motsvarigheten till befälhavare för örlogsfartyg benämns fartygschef. I båtar med tillhörighet i en örlogsflotta som inte har ständigt inmönstrad besättning förs befälet istället av en båtchef.

### Övrigt
En militär som är chef för en militärterritoriell enhet, till exempel militärområde, militärdistrikt kan benämnas som militärbefälhavare, alternativt försvarsområdesbefälhavare för ett försvarsområde.

## Luftfart
Ett luftfartygs befälhavare, är den som är högst ansvarig för ett luftfartyg, normalt kallad kapten. Kaptenen har en styrman som övertar kaptenens befogenheter i dennes frånfälle. Personalen ombord består oftast av en kapten och en styrman i förarkabin. I kabinen finns en kabinchef eller purser (CC), samt övrig kabinpersonal. Även om kabinchefen eller pursern har ansvar för passagerarna i kabinen, så är det befälhavaren för luftfartyget som har det yttersta ansvaret för så väl passagerare som besättning.